# Greatest Hits II (Queen)
"'Greatest Hits II'" je kompilacijski album britanskog rock sastava "Queen" objavljen 28. listopada 1991. godine. To je posljednji album koji je izdan za života pjevača Freddia Mercuryja koji je umro poslije nepunih mjesec dana od upale pluća uzrokovane virosom HIVA / SIDE. Album je diljem svijeta prodan u više od 16.000.000 primjeraka i zadržao se na top listama punih 108 tjedana (do 2000.godine). U Americi je izdan box setovima Greatest Hits I & II i The Platinum Collection: Greatest Hits I, II & III

## Popis pjesama
1. "A Kind of Magic" (Taylor) – 4:22
2. "Under Pressure" (Mercury - May - Taylor - Deacon - Bowie) – 3:56
3. "Radio Ga Ga" (Taylor) – 5:43
4. "I Want It All" (May) – 4:01
5. "I Want to Break Free" (Deacon) – 4:18
6. "Innuendo" (Mercury - May - Taylor - Deacon) – 6:27
7. "It's a Hard Life" (Mercury) – 4:09
8. "Breakthru" (Mercury - Deacon) – 4:09
9. "Who Wants to Live Forever" (May) – 4:57
10. "Headlong" (May) – 4:33
11. "The Miracle" (Mercury) – 4:54
12. "I'm Going Slightly Mad" (Mercury) – 4:07
13. "The Invisible Man" (Taylor) – 3:58
14. "Hammer to Fall" (May) – 3:40
15. "Friends Will Be Friends" (Mercury) – 4:08
16. "The Show Must Go On" (May - Mercury) – 4:23
17. "One Vision" (Mercury - May - Taylor - Deacon) – 4:02

## Pjesme
1. A Kind of Magic (Taylor) - Objavljena 1986. godine na albumu "A Kind of Magic". Pjesma se pojavljuje u filmu "Highlander".
2. Under Pressure (Mercury - May - Taylor - Deacon - Bowie) - Objavljena 1981. godine na albumu "Hot Space". Suradnja sastava s Davidom Bowijem. Taylor je pjesmu nazvao "jednom od najboljih stvari koju je sastav napravio". Objavljena je i na nekim izdanjima kompilacije "Greatest Hits".
3. Radio Ga Ga (Taylor) - Objavljena 1984. godine na albumu "The Works". Pjesma je izvedena na koncertu Live Aid 1985. godine i postala popularna zahvaljujući gledateljima koji su pljeskali dlanovima u ritmu refrena.
4. I Want It All (May) - Objavljena 1989. godine na albumu "The Miracle". Pjesma je napisana za borbu protiv apartheida u Južnoafričkoj Republici. May je pjesmu napisao inspiriran svojom suprugom glumicom Anitom Dobson koja je često govorila: "I want it all and I want it now" odnosno "Želim sve i želim sada"
5. I Want to Break Free (Deacon) - Objavljena 1984. godine na albumu "The Works".
6. Innuendo (Mercury - May - Taylor - Deacon) - Objavljena 1991. godine na albumu Innuendo. Jedna je od najdužih pjesama sastava u trajanju od 6 i pol minuta. Pjesma je odmah po izdavanju dospjela na prvo mjesto top liste u UK. U glazbenom spotu su korišteni isječci iz ranijih spotova sastava koji su za ovu priliku animirani. Članovi sastava su također animirani i to u stilu Leonarda da Vincia (Mercury), Jacksona Polloca (Taylor), Pabla Picassa (Deacon) i u Viktorijanskom stilu (May). U spot su uvrštene i monoge povijesne fotografije. U SAD-u je zabranjen spot u kojem su prikazane fotografije iz Zaljevskog rata.
7. It's a Hard Life (Mercury) - Objavljena 1984. godine na albumu "The Works".
8. Breakthru (Mercury - Taylor) - Objavljena 1989. godine na albumu "The Miracle". Pjesma je nastala spajanjem nikad objavljene Mercuryjeve pjesme "A New Life Is Born" i Taylorove pjesme "Breakthru". Spot je snimljen na vagonu jurćeg vlaka s parnom lokomotivom na privatnoj željezničkoj pruzi "Nene Valley Railway" u okrugu Cambridgeshire, Engleska. Ideja je došla tako jer refren zvuči kao jureći vlak. Vlak je prozvan "The Miracle Express"
9. Who Wants to Live Forever - (May) Objavljena 1986. godine na albumu "A Kind of Magic". Na snimanju pjesme sudjelovali su glazbenici Londonske filharmonije. Pjesma se pojavljuje u filmu "Highlander". 1995. godine May je snimio pjesmu u duetu s pjevačicom Jennifer Rush. Iste godine ju je obradio i operni pjevač Luciano Pavarotti. 1997. godine obradio ju je sastav Dune. Iste godine obradila ju je i pjevačica Sarah Brightman.
10. Headlong (May) - Objavljena 1991. godine na albumu "Innuendo". Spot je jedan od posljednjih u kojem se pojavljuje Freddie Mercury već vidno narušenog zdravlja što je ponovo izazvalo brojne spekulacije u tisku o njegovom zdravlju.
11. The Miracle (Mercury) - Objavljena 1989. godine na istoimenom albumu. Budući da je sastav odustao od turneje zbog Mercuryjevog narušenog zdravlja odlučili su snimiti spot u kojem dječaci glume članove grupe. Mercuryja je glumio tada još nepoznati trinaestogodišnjak Ross McCall. Mercury je bio toliko oduševljen njihovom glumom da je predložio da dječaci održe turneju umjesto sastava.
12. I'm Going Slightly Mad (Mercury) - Objavljena 1991. godine na albumu "Innuendo". Snimanje glazbenogspota bilo je potresno svjedočanstvo za sve nazočne. Mercury je na snimanje stigao u bolesničkom krevetu na kojem se i odmarao tijekom pauza snimanja. Spot je snimljen u crno-bijeloj tehnici da se prekrije Mercuryjevo stanje, koji je bio našminkan teškom šminkom i nosio je duplo odijelo da se prekrije slabost njegovog organizma. Mika u svojoj pjesmi "Grace Kelly" aludira na ovu pjesmu stihovima: "And then I tried a little Freddie, hmm; I've gone identity mad!"
13. The Invisible Man (Taylor) - Objavljena 1989. godine na albumu "The Miracle". Glazbeni spot je snimljen u obliku videoigre koja je nazvana "The Invisibile Man".
14. Hammer to Fall (May) - Objavljena 1984. godine na albumu The Works. Također je izvedena na koncertu "Live Aid" 1985. godine.
15. Friends Will Be Friends (Mercury) - Objavljena 1986. godine na albumu "A Kind of Magic". Pjesma se pojavljuje u filmu "Highlander".
16. The Show Must Go On (May - Mercury) - Objavljena 1991. godine na albumu "Innuendo". Odmah po izlasku pjesma se poela na vrhove top lista diljem svijeta. Pjesma je nastala nakon što su Brian May i Freddie Mercury napisali tekst i glazbu slušajući akorde koje su kao vježbu svirali Roger Taylor i John Deacon. Sam naziv "The Show Must Go On" odnosno "Predstava se mora nastaviti" nastao je kao reakcija na brojne spekulacije koje su se pojavljivale u tisku od kraja 80-tih godina o Mercuryjevom zdravlju. Pošto se Mercury više nije mogao pojaviti pred kamerama za snimanje novog spota upotrebljeni su snimci ranijih uradaka od 1981. do 1991. godine.  Verzija uživo s Eltonom Johnom objavljena je na kompilaciji Greatest Hits III.
17. One Vision (Mercury - May - Taylor - Deacon) - Objavljena 1986. godine na albumu "A Kind of Magic". Pjesma se pojavljuje u filmu Čelični Orao. Izvedena je na koncertu "Live Aid" 1985. godine.